# Daniël Marot (1695-1769)
Daniël Marot de jongere (Londen, 16 juni 1695 - Den Haag, 14 mei 1769) was een tekenaar, schilder en aquarellist.

## Biografie

### Familie en jeugd
Daniël (junior) was een zoon van de gelijknamige architect, die met zijn vader het Koninkrijk Frankrijk was ontvlucht na het Edict van Nantes. Hij werd geboren in Londen, in de tijd dat zijn vader daar verbleef in opdracht van koning-stadhouder Willem III van Oranje, voor werk in Hampton Court Palace. Zijn doop vond plaats in een Hugenotenkerk aan Leicester Fiels, waar zijn moeder Catharina Maria Gole in het doopregister wordt genoemd als „Cathérine Gaulle”. Na een verblijf in Londen tot ca. 1697 groeide Daniël (junior) op in een huis aan de zuidzijde van het Westeinde in Den Haag, waarna het gezin omstreeks 1705 verhuisde naar een tweede, eveneens in 1699 door Marots vader aangekocht huis, aan de Sint Antoniesbreestraat te Amsterdam, de stad waar de familie van Catharina Maria Gole woonde. In 1720 verhuisde Daniël (junior) met zijn vader terug naar Den Haag. Daar trad hij in 1723 toe tot het kunstenaarsgilde Confrerie Pictura.

### Werk
Tot zijn vaders dood in 1752 was Daniël (junior) in het gezin degene die voornamelijk de oude Marot gezelschap hield en vaak samen met hem wandelde door de stad. Het zorgde er mogelijk voor dat zijn productie als kunstenaar niet bijzonder groot was in die tijd. Onderwerpen van Marots werken waren genrelandschappen, arcadische landschappen, diervoorstellingen, architectuur, stadsgezichten, interieurs en stillevens. Het is lastig om te achterhalen welke werken precies van zijn hand zijn, aangezien behalve zijn vader, ook zijn familieleden Isaac, Jacob en Emanuel Marot kunstenaars waren en er binnen de familie soms werd samengewerkt. Zijn laatste bekende werk dateert uit 1764 en betreft een schoorsteen-grisaille in een herenhuis aan de Prinsessegracht 20 te Den Haag. In februari datzelfde jaar kocht Daniël (junior) zich in in het proveniershuis aan het Zieken, dat tot het midden van de 16de eeuw in gebruik was als leprooshuis voor de melaatsen. Hier verbleef hij zijn laatste levensjaren, tot zijn overlijden op 75-jarige leeftijd, in mei 1769. Daniël (junior) is nooit gehuwd geweest en had voor zover bekend geen kinderen.

## Galerij

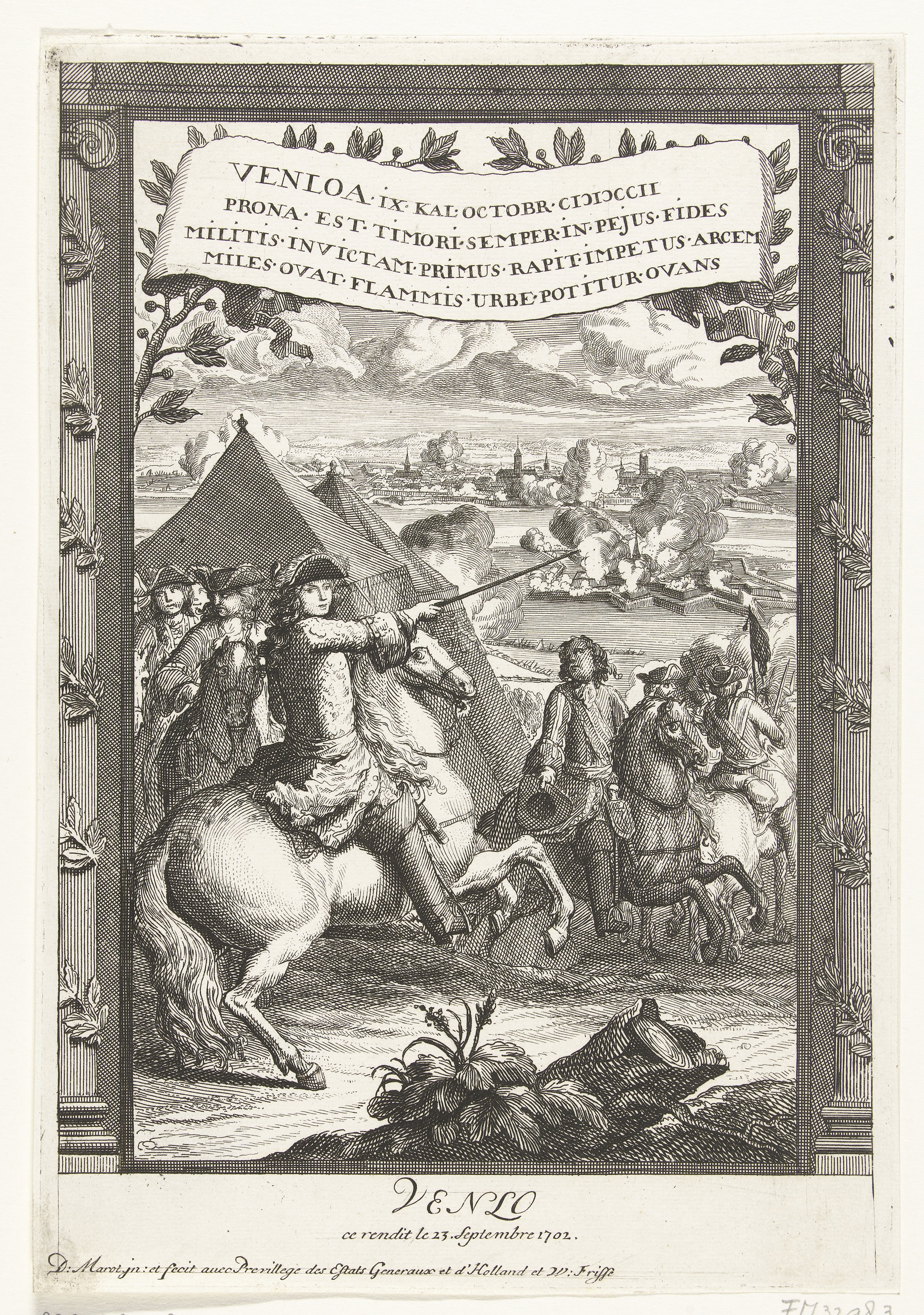
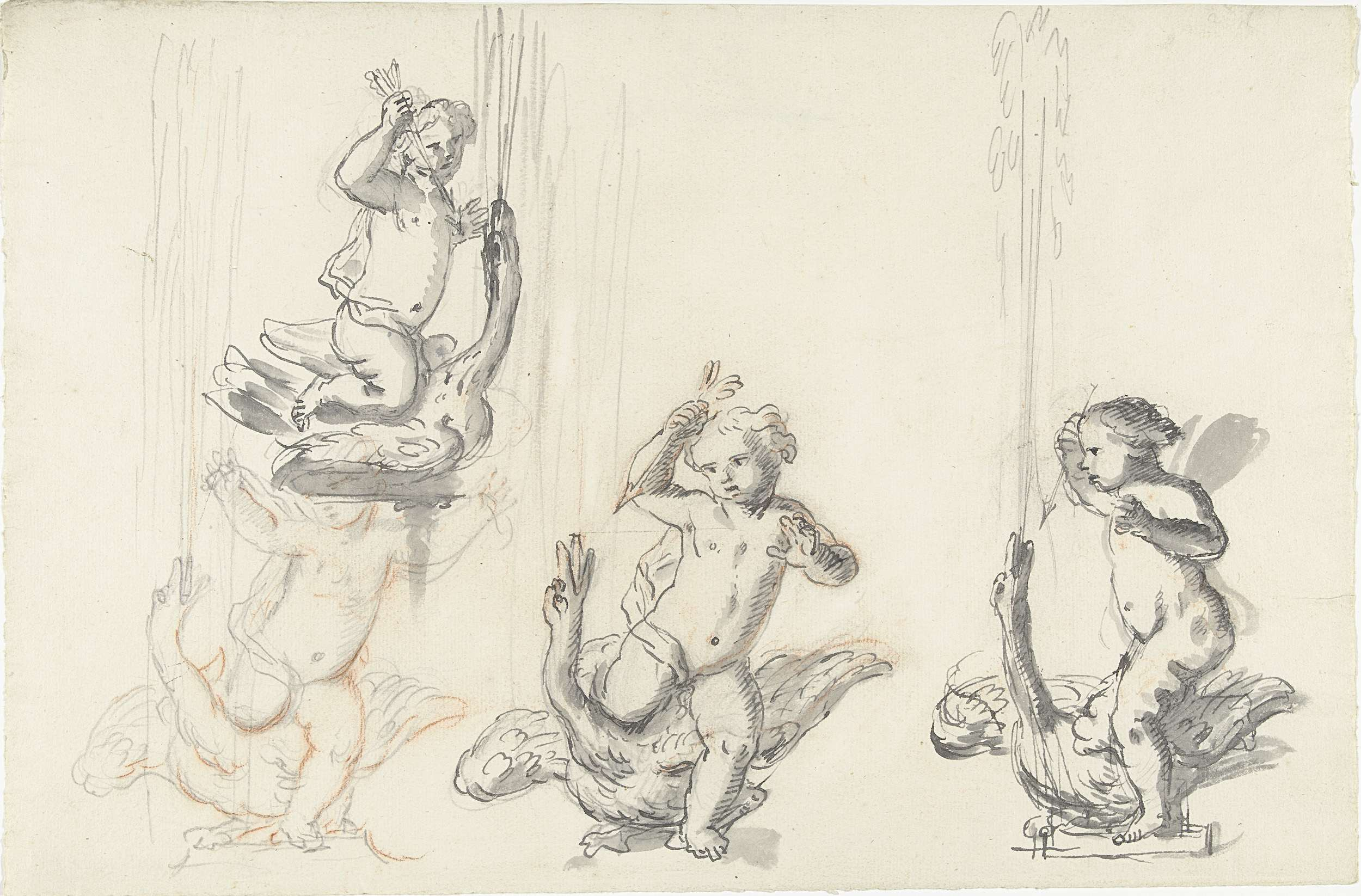